# Edward Sas-Świstelnicki
Edward Hilary Sas-Świstelnicki (ur. 15 kwietnia 1897 w Warszawie, zm. w grudniu 1970 w Manchesterze) – porucznik rezerwy piechoty Wojska Polskiego II RP, w 1963 awansowany na stopień kapitana przez władze RP na uchodźstwie.

## Życiorys
Urodził się 15 kwietnia 1897 w Warszawie. Podczas I wojny światowej był podporucznikiem I Korpusu Polskiego w Rosji, po rozbrojeniu którego przez Niemców, przebywał w szpitalu jednostki, potem w szpitalu PCK w Mińsku, następnie przez Warszawę i Jędrzejów udał się do Krakowa, skąd jako członek Polskiej Organizacji Wojskowej otrzymał rozkaz wyjazdu do Lwowa. 31 października 1918 jako były żołnierz I Korpusu w stopniu podporucznika stawił się na rozkaz kpt. Zdzisława Trześniowskiego, przez którego został mianowany oficerem inspekcyjnym i w listopadzie 1918 brał udział w obronie Lwowa podczas wojny polsko-ukraińskiej. W pierwszych dniach bitwy aktywnie uczestniczył w akcjach bojowych: m.in. w składzie załogi Szkoły im. Sienkiewicza odznaczył się brawurą ostrzeliwując ze strychu budynku atakujących Ukraińców, raniąc obsługę ich karabinu maszynowego i zmuszając do odwrotu, a także wykonał wspólnie z chor. Edwardem Wydrzyńskim atak na budynek poczty używając granatów ręcznych i zmuszając wrogów do wycofania się. Przypadkowo dostając się na teren zajęty przez wroga przedstawił się jako parlamentariusz po doprowadzeniu przed atamana Dmytro Witowskiego. Służył w oddziale technicznym Naczelnej Komendy Obrony Lwowa, 5 listopada otrzymał od kpt. Tadeusza Kudelskiego polecenie zorganizowania samochodu pancernego, którego został komendantem 7 listopada i któremu nadał nazwę „Tank Piłsudskiego”. Po kilku dniach jego obsługi, następnie po kolizji auta z drzewem oraz po załamaniu się obrony Ukraińców, w okresie trwających walk pozycyjnych wraz z załogą pojazdu stanowił rezerwę bojową V odcinka, jedynie incydentalnie biorąc udział w akcji. Na koniec zmagań, 22 listopada został skierowany z tankiem na rogatkę Łyczakowską celem zabezpieczenia, po czym na plac Krakowski, gdzie zastał go zwycięski koniec obrony Lwowa. Łącznie podczas wojny 1918-1921 był trzykrotnie ranny. Później był autorem wspomnień zatytułowanych Szkoła Sienkiewicza – auto pancerne „Józef Piłsudski”, wydanych w zbiorowej publikacji pt. Obrona Lwowa. 1-22 listopada 1918. Tom 2. Źródła do dziejów walk o Lwów i województwa południowo-wschodnie 1918-1920. Relacje uczestników.
Po odzyskaniu przez Polskę niepodległości 1918 został przyjęty do Wojska Polskiego. Został awansowany na stopień porucznika rezerwy piechoty ze starszeństwem z dniem 1 czerwca 1919. W 1923, 1924, 1934 był oficerem rezerwowym 54 pułku piechoty w Tarnopolu i pozostawał wówczas w ewidencji Powiatowej Komendy Uzupełnień Lwów Miasto.
Po zakończeniu II wojny światowej przebywał na emigracji w Wielkiej Brytanii. W 1963 został awansowany przez władze RP na uchodźstwie do stopnia kapitana piechoty. Był członkiem IV Rady Rzeczypospolitej Polskiej (1968–1970) z ramienia Stronnictwa Chrześcijańskiej Demokracji. Zmarł nagle w grudniu 1970 w Manchesterze. Po mszy św. pogrzebowej jego ciało zostało spopielone.

## Odznaczenie
- Krzyż Niepodległości (9 listopada 1933, za pracę w dziele odzyskania niepodległości)[20][1]
- Krzyż Walecznych – dwukrotnie[1]
- Złoty Krzyż Zasługi (11 listopada 1968)[21]
- Srebrny Krzyż Zasługi (przed 1939)[1]